# District de Panjgur
Le district de Panjgur (en ourdou : پنجگور) est une subdivision administrative du sud de la province du Baloutchistan au Pakistan. Créé en 1977 autour de sa capitale Chitkan, le district comprend une frontière avec l'Iran.
Le district est principalement rural et aride, avec une population pauvre et vivant surtout de l'agriculture. La population d'environ 300 000 habitants en 2017 est en majorité constituée de tribus baloutches.

## Histoire

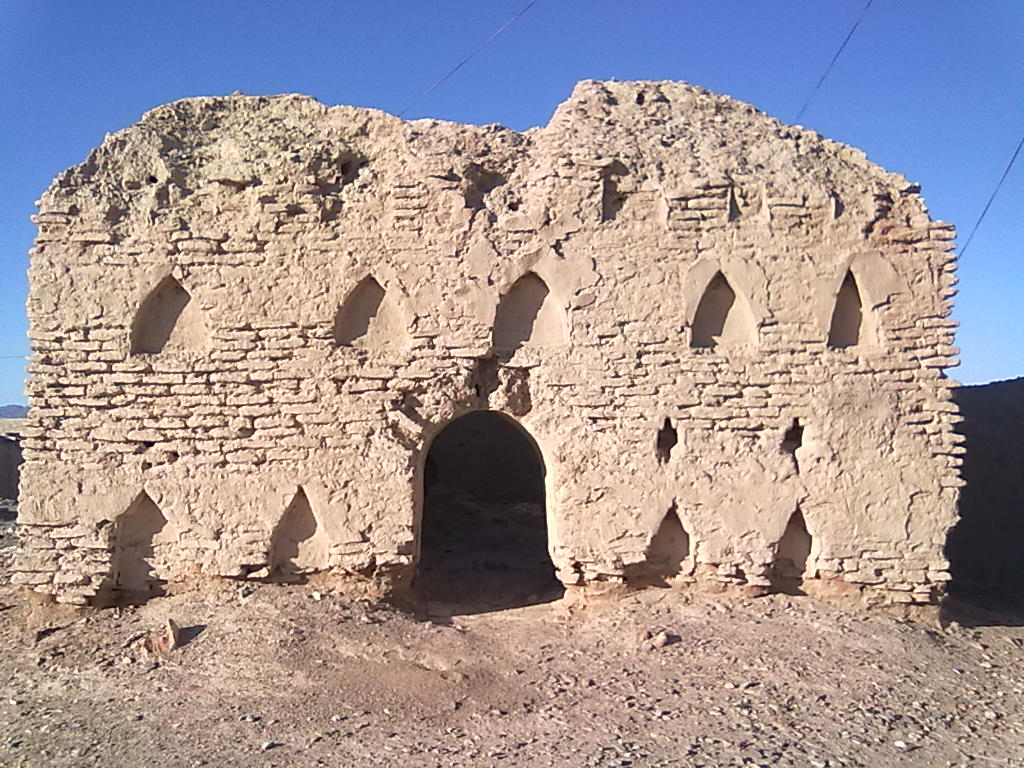
Mausolée situé dans le district.

Le nom du district est dérivé du perse et signifie « cinq tombeaux ».
Le district fait partie de l'État princier de Makran jusqu'à sa disparition le 14 octobre 1955.
Le 1er juillet 1977, le district de Panjgur est créé alors qu'il était auparavant inclus au sein de Makran, qui cesse d'être un district pour devenir une division regroupant trois districts.

## Démographie
Lors du recensement de 1998, la population du district a été évaluée à 234 051 personnes, dont environ 16 % d'urbains. Le taux d'alphabétisation était de 31 % environ, soit bien moins que la moyenne nationale de 44 %. Il se situait à 39 % pour les hommes et 22 % pour les femmes, soit un différentiel de 17 points, contre 25 pour la moyenne nationale.
En 2012, l'alphabétisation est estimée à 41 % par les autorités, dont 66 % pour les hommes et 15 % pour les femmes.
Le recensement suivant mené en 2017 pointe une population de 316 385 habitants, soit une croissance annuelle de 1,6 %, bien inférieure aux moyennes provinciale et nationale de 3,4 % et 2,4 % respectivement. Le taux d'urbanisation augmente pour passer à 25 %.
Le district est principalement peuplé par des tribus baloutches, mais on trouve des minorités pachtounes et brahouis. Le district compte quelques minorités religieuses : 0,6 % de chrétiens, 0,4 % d'hindous et 0,1 % de sikhs en 1998 ainsi que de rares zoroastriens concentrés vers la frontière iranienne.

## Administration
Le district est divisé en quatre tehsils ainsi que 20 Union Councils.
| Tehsil  | Population (rec. 2017) |
| ------- | ---------------------- |
| Gichk   | 16 501                 |
| Gowargo | 16 140                 |
| Panjgur | 260 852                |
| Parome  | 22 892                 |

Le district compte près de 80 000 urbains selon le recensement de 2017. Ils sont intégralement répartis dans les deux plus grandes villes, dont la plus peuplée est la capitale Chitkan.
| Ville   | Population (rec. 2017) |
| ------- | ---------------------- |
| Chitkan | 44 434                 |
| Tasp    | 35 890                 |

## Économie et éducation

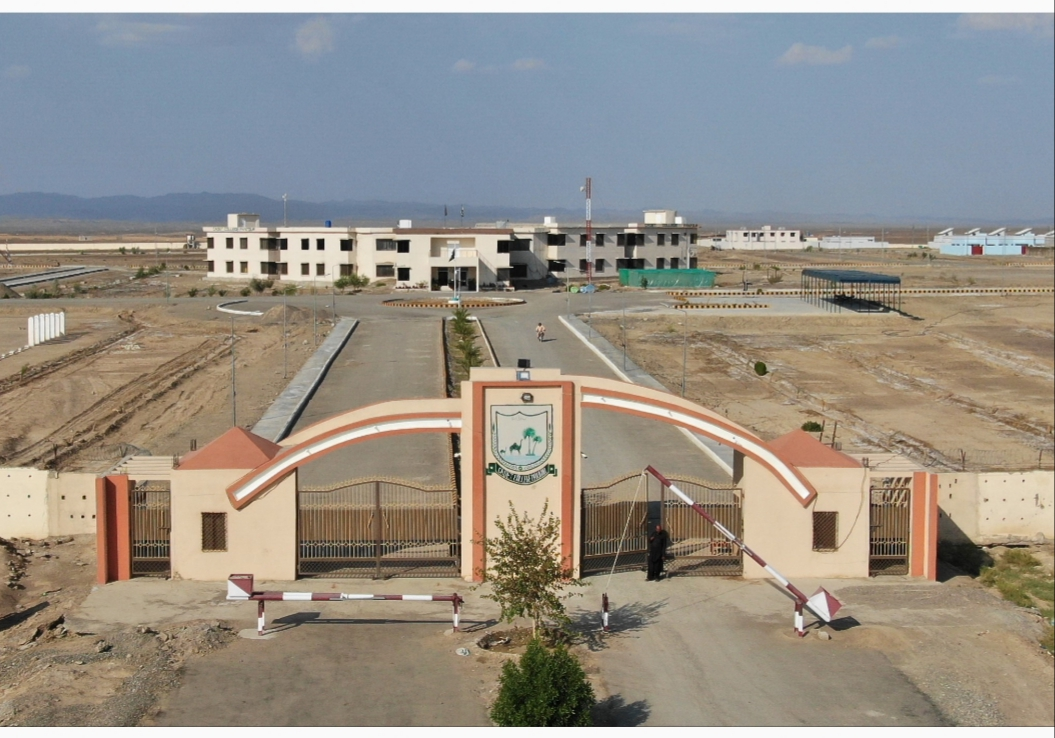
École militaire de Panjgur.

La population vit principalement sous un climat aride qui rend l'agriculture difficile, même si près d'un tiers des travailleurs du district vit du secteur primaire. Un peu plus de 3 % de la superficie totale est cultivée, soit environ 600 kilomètres carrés, avec une production surtout orientée vers l'orge, le blé, le cumin et les dattes. L'élevage de chèvres et de moutons est également une source importante de subsistance : on en compte en moyenne près de cinq par ménage rural en 2012.
Près de 78 % des enfants du district sont scolarisés dans le primaire en 2012, mais ce taux chute à 26 % pour le secondaire.

## Politique
Depuis 2018, le district est partiellement représenté par la circonscription no 270 à l'Assemblée nationale, qu'il partage avec les districts d'Awaran et Washuk. Lors des élections de 2018, elle est remportée par un candidat du Parti baloutche Awami
À l'Assemblée provinciale du Baloutchistan, le district est également partiellement représenté par la circonscription no 44, qu'il partage avec le district d'Awaran, et entièrement par la circonscription 43. Lors des élections de 2018, elles sont remportées par un candidat du Parti baloutche Awami et un du Parti national baloutche (Awami),
| Parti                                      | Voix   | %       |
| ------------------------------------------ | ------ | ------- |
| Parti national baloutche (Awami)           | 15 458 | 51,64 % |
| Parti national baloutche                   | 4 866  | 16,26 % |
| Parti national                             | 3 716  | 12,41 % |
| Muttahida Majlis-e-Amal                    | 3 538  | 11,82 % |
| Parti baloutche Awami                      | 1 293  | 4,32 %  |
| Autres partis                              | 449    | 1,50 %  |
| Indépendants                               | 614    | 2,05 %  |
| Total exprimés (participation : 40,85 %)   | 29 934 | 100 %   |
| Source : Commission électorale du Pakistan |        |         |